# 裕丰纱厂旧址
裕丰纱厂旧址是中华人民共和国上海市杨浦区的一组历史建筑，位于杨树浦路2866号，西邻杨树浦发电厂，南濒黄浦江，东临定海路桥，与复兴岛隔河相望。裕丰纱厂旧址是上海市留存最完整、规模最大的锯齿形厂房建筑群。自建成以来，其一直作为棉纺厂的厂区使用，直至2007年国棉十七厂停产。2009年后，厂房被改造为上海国际时尚中心，成为一处购物街区和时尚园区。

## 历史
1914年，日本的东洋纺织株式会社決定在上海建设工厂，厂房由平野勇造设计，并于1921年开始施工建造。1922年，厂长办公楼和第一工场落成，拥有纱锭24000枚；1924年，第二工场落成；1930年，第三工场落成；1932年，第四工场落成；1935年，第五工场、第六工场落成。至此，工厂的建筑规模趋于稳定。1935年6月，工厂独立为裕丰纺织株式会社，通称裕丰纱厂。此时工厂的占地面积约12万平方米，建筑面积约14.8万平方米，拥有纱锭191400枚、线锭49648枚、织机2996台。1942年，裕丰纱厂从东洋纺织株式会社接受35105枚毛纺锭，兼营毛纺业务。1943年，裕丰纱厂将厂内的部分机器拆成废铁，捐给日军。1944年10月至1945年7月，盟军三度空袭裕丰纱厂，不过每次遇袭，厂方都能够组织修复并重新投入生产。
日本投降后，裕丰纱厂作为日资纺织企业，被国民政府经济部苏浙皖区接收。经整修后，裕丰纱厂逐步恢复生产，并拥有纱锭117860枚、线锭24432枚、织机2822台。1945年12月4日，中国纺织建设公司成立，裕丰纱厂亦于次年1月归其经营。1946年3月，裕丰纱厂更名为中国纺织建设公司上海第十七棉纺织厂，简称上棉十七厂。1949年5月27日，上海解放；两天后，上海市军管会轻工业处接管中国纺织建设公司及所属各厂，工厂旋即更名为国营上海第十七棉纺织厂，简称国棉十七厂。此时，工厂拥有纱锭97000多枚、线锭20000多枚、织机2700台、职工5500名。1951年和1952年，国棉十七厂的毛纺设备被清河制呢厂、上海第二毛纺厂和上海第三毛纺厂接收。同时，朝鲜战争爆发，国棉十七厂为中国人民志愿军捐献32.5万人民币，是当时捐款最多的上海国有企业。1953年，国棉十七厂接收国棉二十七厂的32704枚纱锭，进一步扩大了生产规模。
1960年，国棉十七厂拥有纱锭140676枚、线锭20752枚、织机2784台、职工7805名。之后工厂的生产规模趋于稳定，直至改革开放。1980年代后，国棉十七厂的职工数量逾万。为了顺应“退二进三”的浪潮，国棉十七厂的母公司上海纺织集团进入了长达二十多年的“大规模调整和战略转型”时期，并开始“减员、压锭”。1999年9月，工厂厂房作为“裕丰纱厂”被评为第三批上海市优秀历史建筑。2007年3月，国棉十七厂停产，厂内设备外迁至江苏大丰市，成为上海纺织（集团）大丰纺织有限公司的组建基础。为了顺应上海市发展“时尚之都”的目标，上海纺织集团决定将工厂旧址改造为“与国际时尚业界互动对接的地标性载体和营运承载基地”。2009年，上海国际时尚中心——国棉十七厂改造项目正式立项，由夏邦杰建筑设计咨询（上海）有限公司负责规划设计。2010年5月，上海国际时尚中心一期项目完工并对外开放。2011年6月，上海国际时尚中心二期项目完工。2012年3月，上海国际时尚中心一、二期整体开放。2014年4月4日，工厂厂房作为“裕丰纺织株式会社旧址”，被评为第八批上海市文物保护单位。2024年10月22日，工厂厂房作为上海第十七棉纺织总厂 ，被评为第六批国家工业遗产。 

### 与文革的关系
国棉十七厂是中共中央副主席王洪文的发迹地，也是上海工人造反派的发源地。1966年6月，时任国棉十七厂保卫科干事的王洪文带头贴出多份“炮轰厂党委”的大字报，造成了一定的轰动。1966年11月，国棉十七厂内的造反派组织向驻厂的文化大革命工作组发起进攻，此举使得国棉十七厂被认为是上海市最早实现了造反派夺权的单位之一。王洪文在组建工总司，策划了一系列“造反活动”后，一跃成为工人造反派的代表人物。1968年9月14日，张春桥、姚文元和徐景贤在王洪文陪同下前往国棉十七厂召开会议，亲自将其树立为“上海无产阶级文化大革命的红色堡垒”。旋即，上海报刊上便发表了通讯《“红色堡垒”里的革命火车头──记上海国棉十七厂最早杀出来的六个共产党员》，公开赞扬国棉十七厂和厂内造反派的“带头作用”。王洪文升迁为中共中央副主席后，王洪文在国棉十七厂的办公室在本人的授意下完全保留原貌，就连办公桌玻璃板下压着的选民证都没有动。1970年代初期，国棉十七厂与王洪文的办公室成为了“革命的圣地”，王秀珍亦曾带领一批工人造反派前去国棉十七厂接受“革命历史教育”。

## 现况

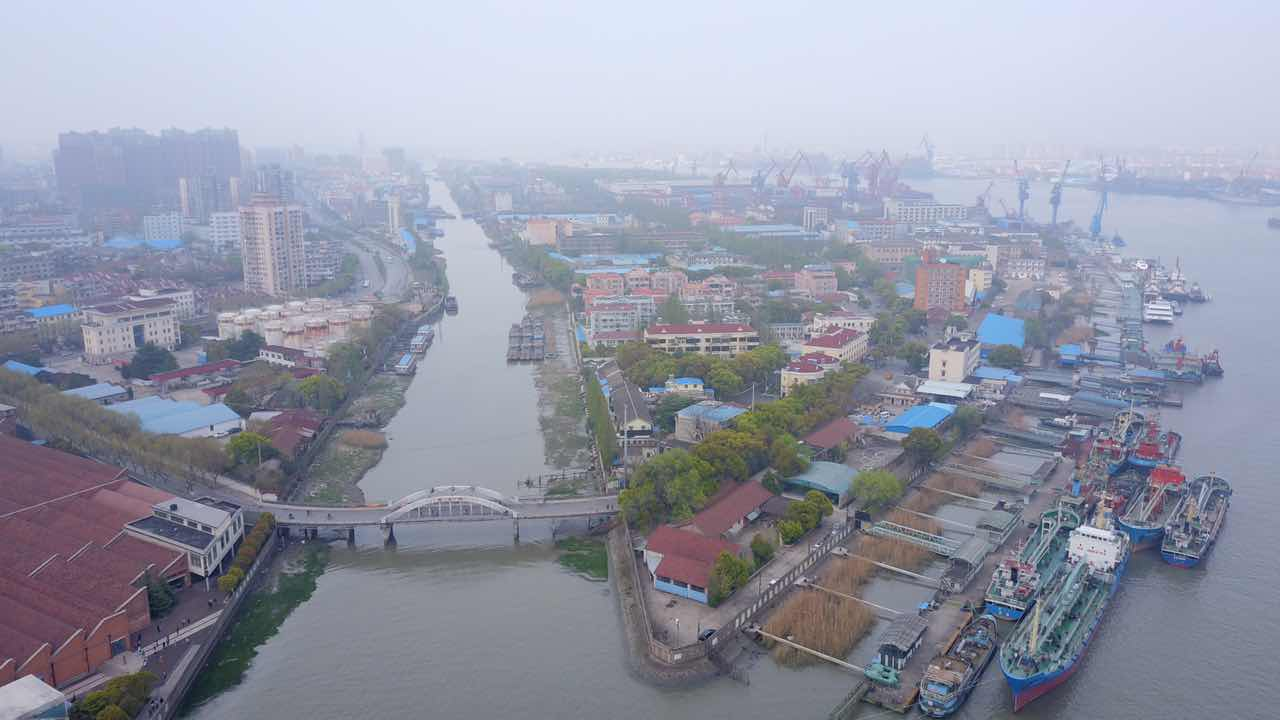
上海国际时尚中心（左）与复兴岛（右）隔河相望

现今的上海国际时尚中心是一处购物街区和时尚园区，隶属于东方国际集团，被评为国家4A级旅游景区。上海国际时尚中心的建筑面积约为14.3万平方米，占地面积约为12.08万平方米。园区共分为时尚会所、多功能秀场、时尚精品仓、娱乐餐饮区、创意办公区和设计师工作站六个板块。其中，多功能秀场号称是“中国乃至亚洲设施最完备、配套最齐全的专业秀场”。

## 建筑

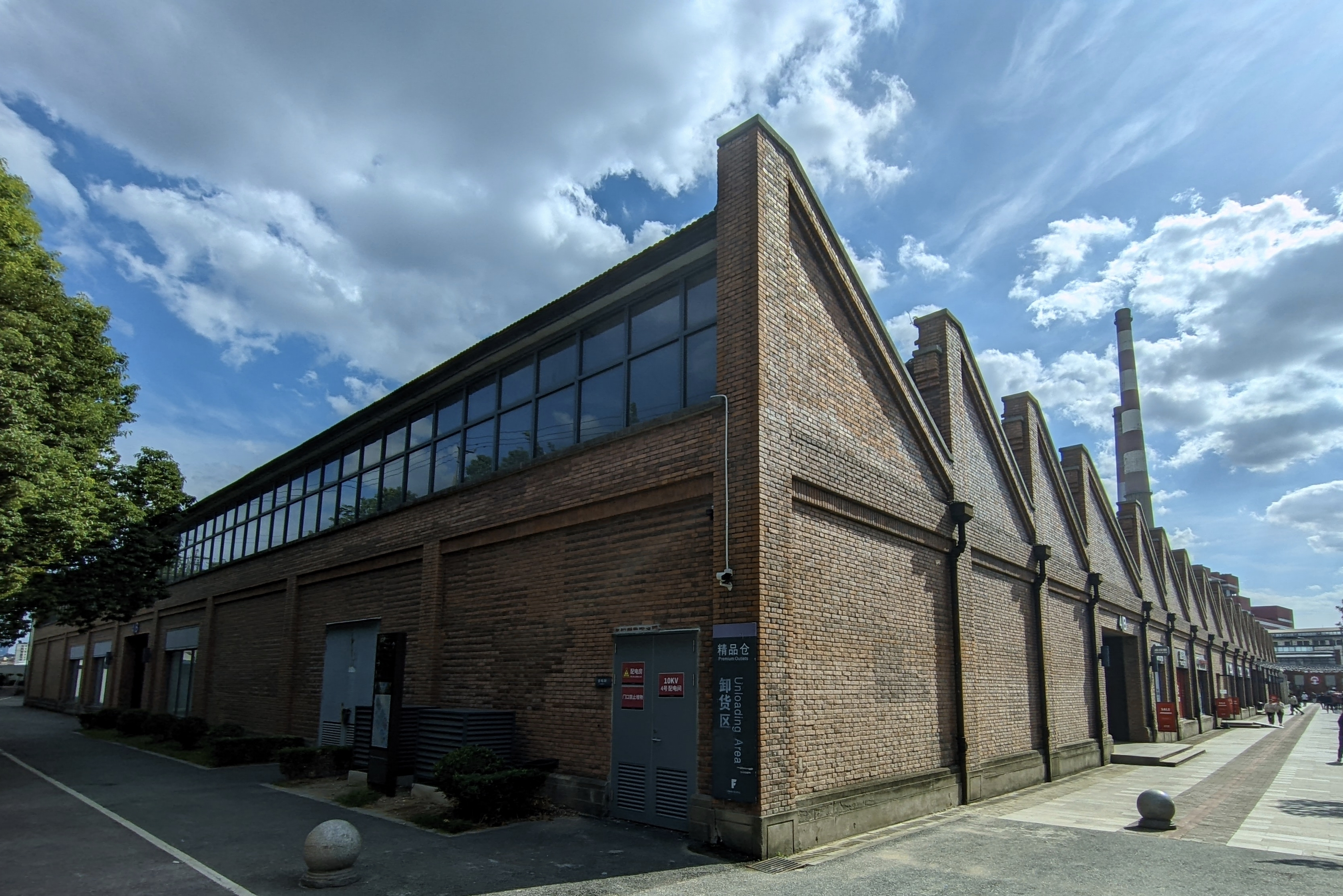
位于南区的4号楼建筑

裕丰纱厂旧址被杨树浦路分割为南、北两个部分：其中南区的建筑包括1号楼（厂长办公楼）、3号楼（第一工场）、5号楼（第二工场）、6号楼（第三工场）、4号楼（第四工场）等；北区的建筑包括7号楼等。
南区的厂长办公楼和四个厂房建于1922年至1934年，采用锯齿形屋顶。在这些屋舍中，除了最早建成的1号楼和3号楼采用砖木结构外，其余三处厂房均采用钢柱钢架。南区的厂房高大通透，墙顶部为联排大型气窗，其与锯齿形的厂房相搭，满足了工厂车间的采光、通风和散热需求，这种设计在20世纪初的中国是相当先进的。
北区的厂房（即7号楼）建于1935年，为两层封闭式厂房。7号楼底部的纺纱间采用钢筋混凝土框架结构，顶部的织布间采用钢柱钢桁架结构。车间内的管道埋藏在天花板内和地下。屋顶的结构较为特殊：屋面铺钢筋混凝土预制板，上边开有多个采光的小天窗，天窗装有磨砂玻璃。7号楼车间的采光、通风、温度和湿度均由人工控制，是全中国第一个采用空气调节系统的二层厂房。 